# Bargstedt (Niedersachsen)

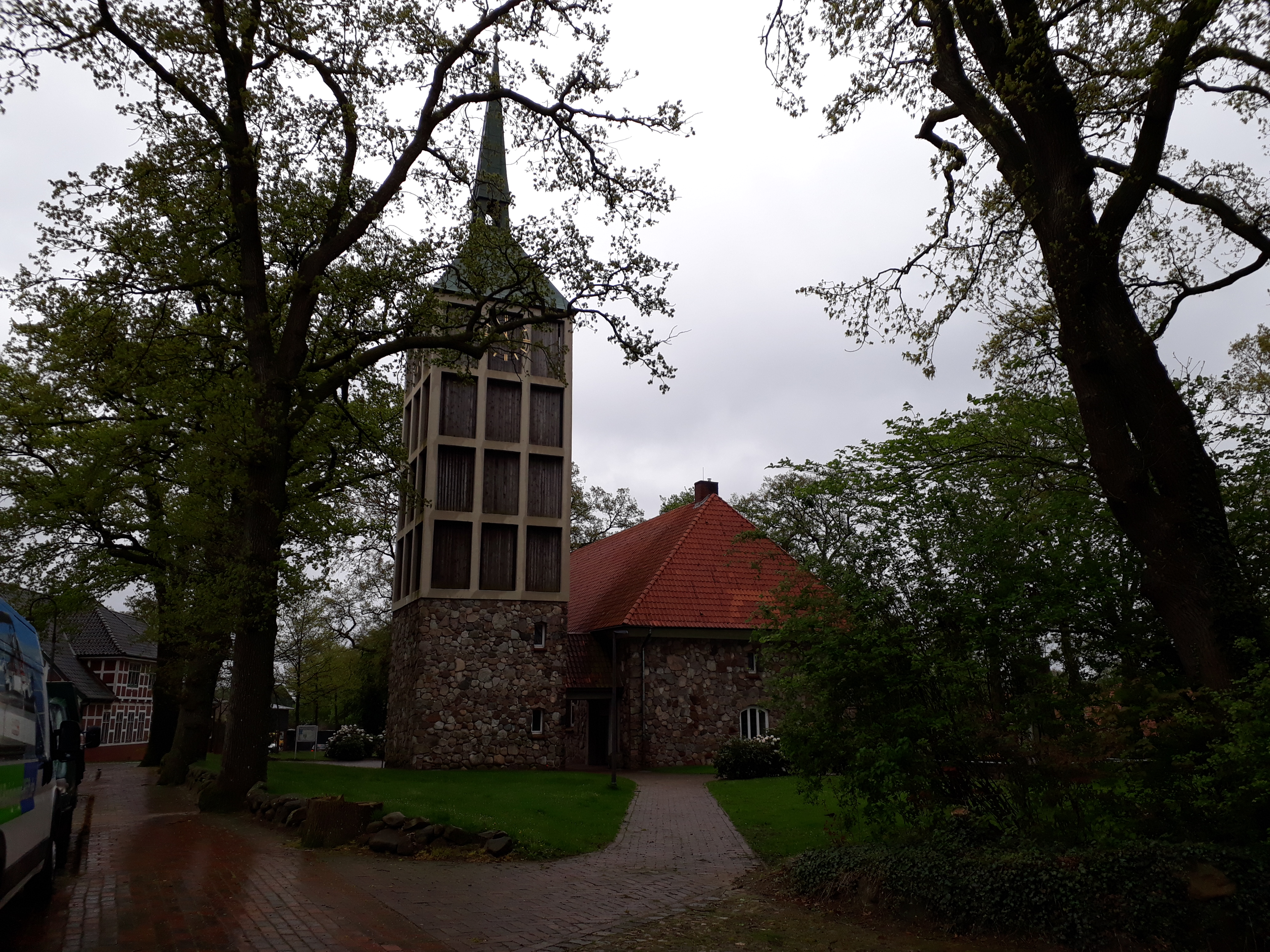
Kirche St. Primus Bargstedt

Bargstedt (plattdeutsch Bars) ist eine Gemeinde im Landkreis Stade in Niedersachsen.

## Geographie

### Geographische Lage
Bargstedt liegt auf der Stader Geest, einem mit Buchen und Eichen bewaldeten Geestrücken, an einer Siedlungsachse der Metropole Hamburg.
Das Naturschutzgebiet Aueniederung und Nebentäler liegt in der Gemeinde, die Aue durchfließt die Gemeinde.

### Nachbargemeinden
| Fredenbeck | Deinste                                     | Horneburg    |
| Kutenholz  | Kompassrose, die auf Nachbargemeinden zeigt | Bliedersdorf |
| Brest      | Ahlerstedt                                  | Harsefeld    |

### Gemeindegliederung
Die Gemeinde Bargstedt besteht aus zwei Ortsteilen. Dieses sind die Dörfer Bargstedt und Ohrensen. Zudem liegen das Dorf Lusthoop und das Naturschutzgebiet Frankenmoor mit der gleichnamigen Moorkolonie in der Gemeinde.

## Geschichte

### Ortsgeschichte
Wahrscheinlich entstand das Haufendorf Bargstedt als Mittelpunkt eines Kirchspiels aus einer heidnischen Kultstätte. Aufgrund von Machtkämpfen der adeligen Herrschaft entstand um 1200 am Tiefenbach in Ohrensen die Ohrensburg.
Nach dem Kirchenbrand 1793 wurde eine neue Kirche erbaut, die 1801 fertiggestellt wurde.
Die Walkmühle im Ortsteil Ohrensen am Tiefenbach wurde in der Zeit um 1700 erbaut, wurde aber 1907 außer Betrieb genommen und dient heute als Jugendbegegnungsstätte.

### Regionale Zugehörigkeit
Vor 1885 gehörte Bargstedt zur Börde Bargstedt im Amt Harsefeld, nach 1885 zum Kreis Stade und seit 1932 zum heutigen Landkreis Stade.

### Ortsname
Alte Bezeichnungen: 1233 Bergstede.
Die Schreibweise des Ortsnamens hat sich im Mittelalter von Bergstede und Berckstede zu Bargstedt gewandelt. Dem liegt ein mittelniederdeutscher Lautwandel von -er- zu -ar- zugrunde. Die Bedeutung des Ortsnamens ist als Berg-Stätte also Siedlung am Berg aufzufassen, was zur Lage des Ortes passt.

### Eingemeindungen, Ausgliederungen
Am 1. Juli 1972 wurde die Nachbargemeinde Ohrensen eingegliedert. Am gleichen Tag wurde ein Gebietsteil mit damals etwa 100 Einwohnern an den Flecken Harsefeld abgetreten. von 1964 bis 1972 war Bargstedt Hauptort der Samtgemeinde Bargstedt.

## Politik

### Gemeinderat
Die letzte Kommunalwahl fand am 12. September 2021 statt. Seitdem setzt sich der Gemeinderat wie folgt zusammen:
- CDU: 5 Sitze
- SPD: 3 Sitze
- Bündnis 90/Die Grünen: 1 Sitz
- Freie Wählergemeinschaft: 4 Sitze

### Bürgermeister
Bürgermeister ist seit dem 3. November 2021 Ulrich Rathjens (SPD) und die 1. stellvertretende Bürgermeisterin ist seit dem 1. November 2016 Birgit Lukas (FWG). Der Posten des zweiten stellvertretenden Bürgermeisters ist nicht besetzt.

### Wappen
Das Wappen der Gemeinde Bargstedt wurde im Jahre 1960 entworfen.
Blasonierung: Das Wappen der Gemeinde Bargstedt zeigt in Form eines Schildes auf blauem Grund einen aufwärts gewölbten Fuß in grün. Der grüne Schildfuß des Wappens ist mit einem quer nach rechts gerichteten Schwert in silber belegt. Auf diesem Schildfuß steht ein Taufbecken, das von einem dreiblättrigen Lindenzweig erhöht ist. Sowohl Taufbecken als auch Lindenzweig sind silbern.
Bedeutung: Mit dem aufwärts gewölbten Schildfuß soll auf den Namensteil Barg hingewiesen werden. Die Schreibweise des Ortsnamens hat sich seit dem frühen Mittelalter gewandelt: von Bergstede oder Berckstede ins heutige Bargstedt.

## Kultur und Sehenswürdigkeiten

### Kultur
In Bargstedt wird immer am ersten Advent an der Kirche Weihnachtsmarkt gefeiert.

### Bauwerke
Die evangelische Kirche St. Primus ist ein 1801 vollendeter Saalbau, dessen Turm 1959 durch einen Glockenturm ersetzt wurde. Bemerkenswert ist das 1970 vollendete Glasfenster von Charles Crodel in der Ehrenhalle.
Weiterhin sehenswert ist die Walkmühle Ohrensen im Ortsteil Ohrensen, ein kleines Fachwerkgebäude mit Reetdach, am Tiefenbach gelegen.

### Naturschutzgebiete
Im Bereich der Gemeinde Bargstedt gibt es zwei Naturschutzgebiete. Am südöstlichen Gemeindegrenze, entlang beider Uferseiten der Aue und ihrer Nebenflüsse Tiefenbach und Mündungsgebiet des Jithofgrabens befindet sich das Naturschutzgebiet Aueniederung und Nebentäler im Norden der Gemeinde liegt das Naturschutzgebiet Frankenmoor.

## Verkehr und Infrastruktur

### Verkehr
Bargstedt hat eine Haltestelle (Bahnhof Bargstedt) an der Bahnstrecke Bremerhaven–Buxtehude.
Im Ortszentrum wird ein Carsharing Elektro PKW vom Verein Dorfstromer bereitgestellt.

### Unternehmen
In Bargstedt gibt es ein Lebensmittelgeschäft mit integrierter Postfiliale, eine Bäckerei und eine Tankstelle.
Mehrere Handwerksbetriebe der Fachrichtungen Hausbau, Holzbau, Dachdeckerei, Sanitär und Heizung, Fensterbau bieten Arbeits- und Ausbildungsplätze.
Im Bürgerwindpark Bargstedt/Ohrensen wird elektrische Energie mit Windkraftanlagen erzeugt. Bargstedter Landwirte betreiben Biogasanlagen und mehrere private, mit Holzschnitzeln betriebene Nahwärme-Heizanlagen versorgen über 100 Haushalte mit Heizenergie.

### Bildung
In Bargstedt befindet sich eine Grundschule und in direkter Nachbarschaft der Kindergarten Pusteblume.

## Partnerschaft
Es bestehen Partnerschaften zwischen der evangelischen Kirchengemeinde Bargstedt und den Kirchengemeinden in Gimbi (Äthiopien) und Gahlenz (Sachsen).

## Persönlichkeiten

### Söhne und Töchter der Gemeinde
- Klaus Tipke (1925–2021), deutscher Rechtswissenschaftler

### Weitere Persönlichkeiten, die mit der Gemeinde in Verbindung stehen
- Martin Mushard (1699–1770), Prähistoriker und lutherischer Pastor, war in den 1720er Jahren Adjunkt in Bargstedt und barg zahlreiche prähistorische Funde im jetzigen Gemeindegebiet.[12]
- Helmut Dammann-Tamke (* 1961), deutscher Politiker (CDU), lebt als selbstständiger Landwirt im Bargstedter Ortsteil Ohrensen.

## Galerie

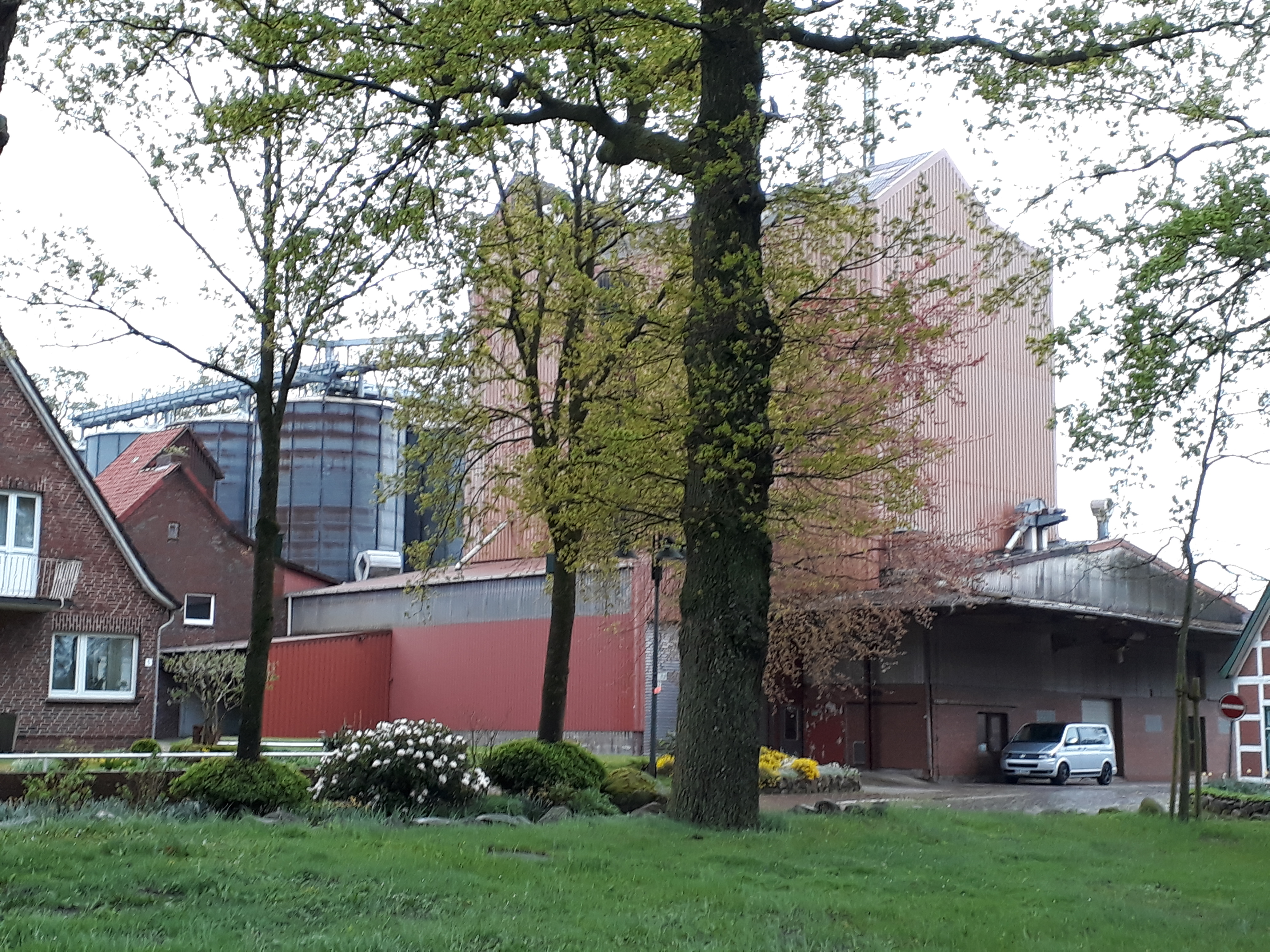
Die Getreidemühle an der Hauptstraße wurde im Jahr 2024 abgerissen.
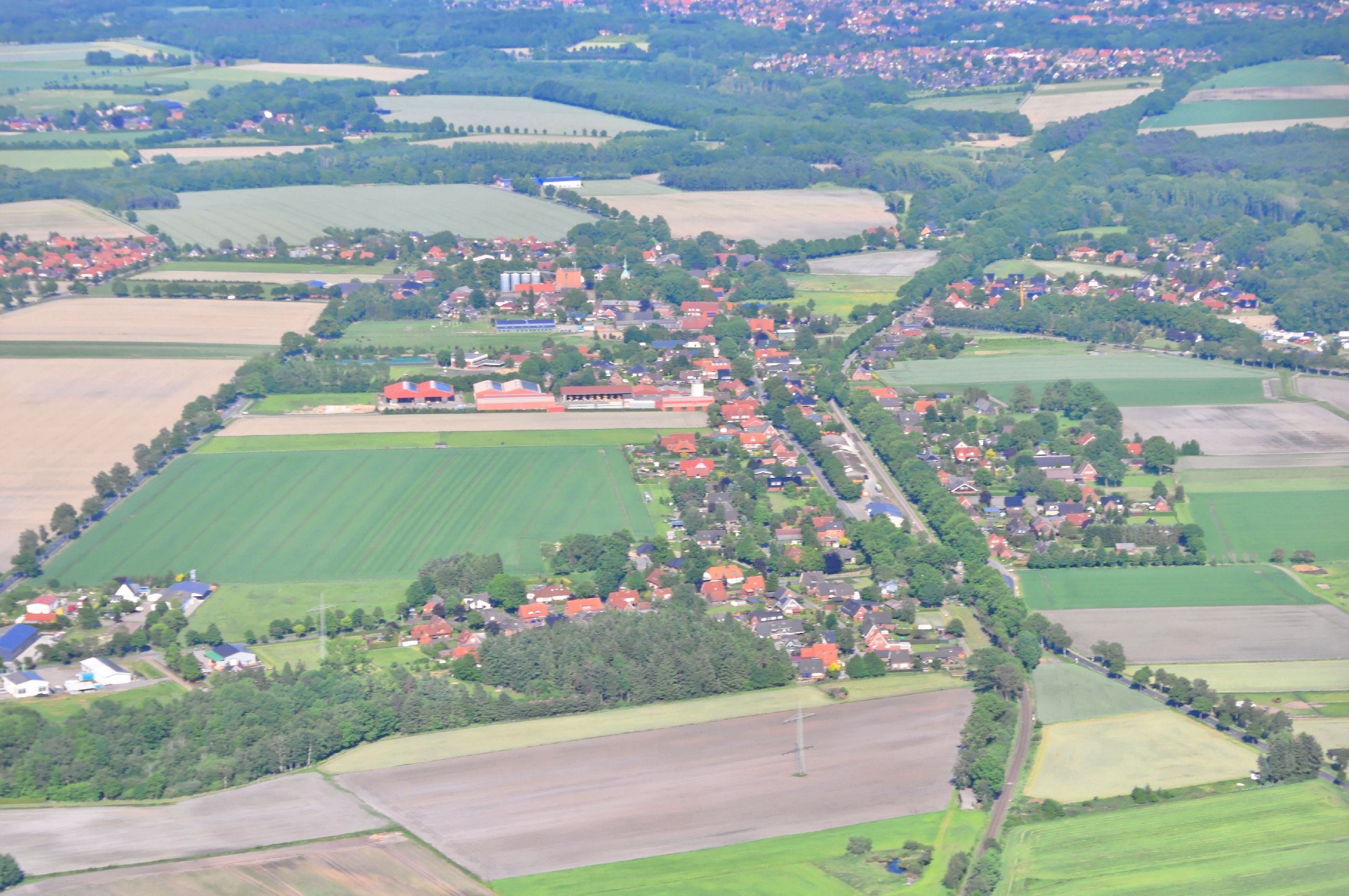
Luftbild von Bargstedt